# Депозито Ирти-Чиколани (Л'Аквила)
Депозито Ирти-Чиколани (итал. Deposito Irti-Cicolani) је насеље у Италији у округу Л'Аквила, региону Абруцо.
Према процени из 2011. у насељу је живело 4 становника. Насеље се налази на надморској висини од 675 м.